# A New Dawn For The Dead
A New Dawn For The Dead (с англ. — «Новый рассвет для мертвеца») — третий студийный альбом британского дэт-грайнд-коллектива Gorerotted, изданный лейблом Metal Blade Records в июне 2005 года. Альбом совмещает в себе элементы разных жанров, коллектив стал ближе к традиционному дэт-металу. Релиз получил в основном положительные оценки критиков.

## Обзор
Музыка альбома совмещает в себе элементы разных жанров. В частности, дэт-метала, грайндкора и панк-рока. Также имеются черты, характерные для горграйнда и блэк-метала. Музыка стала прямолинейной и очень простой, а тексты песен очень сатирические, насмешливые и полны иронии.
В отличие от предыдущего альбома группы, этот релиз демонстрирует приближение музыки коллектива к более традиционному дэт-металу. Теперь музыка более структурированная и утончённая, а гитарные партии гармоничны. Композиции кажутся более длительными и заурядными. Подобно предыдущим релизам, группа привносит в музыку простые риффы и ударные, характерные для хардкор-панка. Также заметна атмосфера рок-н-ролла.
Из музыки исчезли зомби-интро, странные звуки и андерграундный саунд. А трёхголосый вокал заменён двухголосым, представляющим собой неразборчивый гроулинг и более понятный шрайк. Лирика не изменилась: тексты песен до сих пор наполнены нецензурной лексикой и посвящены кровавой тематике, но в некоторых песнях теперь критикуется общество.
Обложка тёмная, зелёная. В отличие от предыдущих релизов, на обложке отсутствуют изображения бензопил, отрубленных частей тела и сексуальных практик, связанных с некрофилией.

## Отзывы критиков
| Оценки критиков       | Оценки критиков       |
| Источник              | Оценка                |
| Русскоязычные издания | Русскоязычные издания |
| --------------------- | --------------------- |
| Dark City             | [ 7 ]                 |
| Rockcor               | [ 3 ]                 |
| Иноязычные издания    |                       |
| AllMusic              | [ 9 ]                 |
| Blabbermouth          | 7.5/10                |
| Chronicles of Chaos   | 6.5/10                |
| Exclaim!              | (положительная)       |
| Laut.de               | [ 4 ]                 |
| Metal.de              | 7/10                  |
| Rock Hard (1)         | 8/10                  |
| Rock Hard (2)         | 1/10                  |

В основном стилистический сдвиг в музыке коллектива был позитивно принят критиками. Некоторые отметили, что группа «повзрослела» и её звучание стало более «серьёзным». По мнению Майкла Эделя из Laut.de, приобретённая группой серьёзность делает их более респектабельными. Однако он недоволен, что юмор, характерный для раннего творчества коллектива, отошёл на второй план (его стало меньше). Скотт Алисоглу из Blabbermouth в своей рецензии написал, что группа «продолжает демонстрировать, что они действительно знают, как писать „песни“, а не просто мешанину из долбящих гитарных риффов и бласт-битов». Грег Пратт из Exclaim! отметил, что несмотря на изменения звучания коллектива, в их музыке остались те «фирменные» черты, которые напоминают слушателям о названии группы. Он считает, что музыкантам всегда удаётся взять лучшие черты разных жанров и смешать всё это со своим «коронным» юмором, получая таким образом «один из лучших альбомов экстрим-метала». Ранее упоминавшийся рецензент из Laut.de сравнивает звучание группы с Dying Fetus и поздним творчеством Carcass. Он похвалил вокал, аргументируя это тем, что он представляет собой не только крик. Ударник, по его мнению, почти готов к конкуренции с Metallica. Тем не менее, Томас из Metal.de, который назвал коллектив «повзрослевшим», считает, что их музыке не хватает былого звучания.
Сергей Сухоруков из Rockcor похвалил работу продюсеров и звукорежиссёров. Вдобавок к этому, рецензент из Blabbermouth утверждает, что альбом хорошо записан и запоминается.
По мнению Ксандера Хуза из Chronicles of Chaos, многие фанаты гора возненавидят этот релиз, но лично он смог насладиться прослушиванием. Он назвал как плюсы, так и минусы альбома. Двойной вокал, по его мнению, эффективен, но бласт-биты звучат слишком «слабо», некоторые риффы — «блестящие», а другие — нет. Он пришёл к выводу, что коллектив пытается позиционировать себя как серьёзного претендента на нишу дэт-грайнда. Он считает, что группе это удаётся очень хорошо, но они всё равно не выделяются среди других. По мнению рецензента из Dark City, релиз не сможет ничем удивить любителей брутальной музыки. Он считает, что альбом может понравиться только меломанам, коллекционирующим релизы экстремальной музыки, или же редким фанатам коллектива.
Алекс Хендерсон из AllMusic считает ошибочным полагать, что A New Dawn for the Dead относится к грайндкору старой школы. Ему кажется, что звучание коллектива больше походит на «бестолковую» смесь дэт-/блэк-метала (дэта здесь больше), который процветает за счёт доведённой до крайности атмосферы ужаса, что характерно для грайндкора. Он назвал альбом «извращённым» и отметил, что данная работа может понравиться слушателям Cannibal Corpse, Carcass, Necrophagia, Macabre и Cancer.
В Rock Hard альбому поставили две оценки. Фолькмар Вебер, в отличие от других критиков, обесценил группу. Ему не понравились ни гитары, ни ударные, ни вокал. Он посчитал, что коллектив годится только для фона и что участники должны оставить занятие музыкой кому-то другому. Позже Андреас Стапперт в ответной рецензии возразил, что в целом ему всё понравилось, за исключением финала альбома, представляющего собой «три минуты бессмысленного шуршания».
Перед записью альбома из коллектива ушёл один из вокалистов группы — Мистер Гор. Но рецензент из Exclaim! не думает, что кто-то это заметил.

## Список композиций
| №   | Название                                                           | Длительность |
| --- | ------------------------------------------------------------------ | ------------ |
| 1.  | «...And Everything Went Black»                                     | 4:12         |
| 2.  | «Pain as a Prelude to Death»                                       | 3:09         |
| 3.  | «Nervous Gibbering Wreck»                                          | 3:08         |
| 4.  | «Adding Insult to Injury»                                          | 3:30         |
| 5.  | «Fable of Filth»                                                   | 2:49         |
| 6.  | «Dead Drunk»                                                       | 2:58         |
| 7.  | «A Very Grave Business»                                            | 3:42         |
| 8.  | «Horrorday in Haiti»                                               | 2:19         |
| 9.  | «Selection and Dissection of Parts for Resurrection»               | 4:49         |
| 10. | «I Am The Black Wizards» (бонус японской версии, кавер на Emperor) | 5:12         |

## Участники записи
Gorerotted
- Бен Горескин — гроулинг
- Фил Уилсон — скриминг, бас-гитара
- Мэтью Хобан, Тим Карли — электрогитара
- Джонатан Рашфорт — ударные
- Весь коллектив — продюсирование

Дополнительный персонал
- Маркус Рёдль — продюсирование, аудиоинжиниринг
- Стефан Фиммерс — продюсирование, аудиоинжиниринг, микширование
- Тим Туран — мастеринг
- Кристоф Брандес — дополнительная техническая поддержка
- Эндрю Денди — фотография
- Ви Джесси — фотография Уилсона
- Aurora In Flames, Lucifera, Penny Dreadful, Tempesta — модели
- Анна Пембри — модель на обложке
- Polkadot Shotgun — макияж
- Мик Кенни — обложка и оформление альбома